# Milunka Savić
Milunka Savić est une héroïne de guerre serbe née vers 1890 à Koprivnica, Novi Pazar et morte le 5 octobre 1973 à Belgrade. Elle fut la femme la plus décorée de la Grande Guerre.

## Biographie

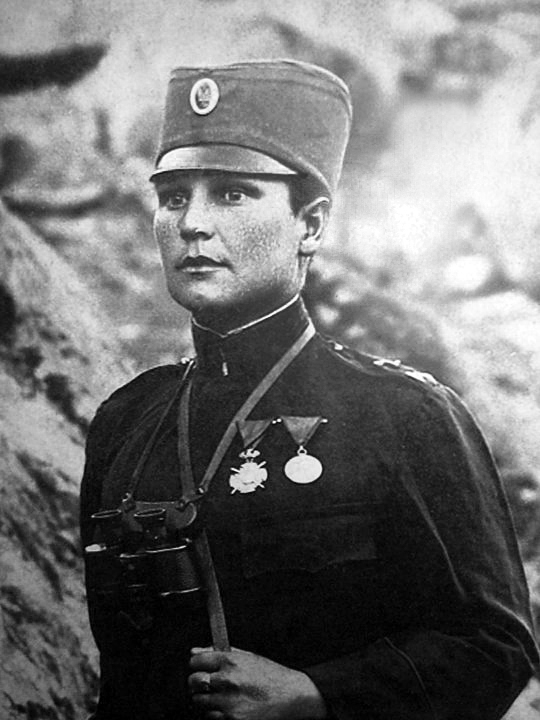
Milunka Savić.

Née vers 1890, l'année 1888 étant souvent retenue, Milunka Savić grandit à la campagne où elle garde les moutons et s'amuse avec les autres enfants à viser divers objets avec une pierre. Dans divers entretiens journalistiques après guerre elle explique que son habileté à viser avec des grenades vient de là.
Elle s'engage d'abord dans les guerres balkaniques déguisée en homme sous le nom de Milun Savić, les femmes n'étant pas autorisées à combattre au sein de l'armée serbe. Son identité est révélée en 1913 lorsqu'elle est blessée à la bataille de Bregalnica.
Elle participe à la Première Guerre mondiale en tant que femme dans le prestigieux régiment de l'armée serbe Knajz Mihailo (sr), baptisé pour son courage le régiment de fer par les Bulgares durant les Guerres balkaniques. Elle prend part aux grandes batailles menées par les Serbes contre les Austro-hongrois en 1914, et par la suite à toutes les batailles importantes menées sur le front de Salonique aux côtés des troupes françaises. En récompense pour son courage et son ingéniosité lors des batailles de 1916, durant lesquelles elle a capturé vingt-trois soldats bulgares, elle est décorée de l'Étoile de Karageorges et de la médaille de chevalier de la Légion d'honneur. Elle fut blessée à quatre reprises et hospitalisée deux fois à Bizerte, dans la base militaire française au nord de la Tunisie. C'est à cette occasion qu'elle rencontre l'amiral français Émile Guépratte qui la décore de la Croix de guerre (le 4 juillet 1918) et probablement de la médaille d'officier de la Légion d'honneur. Elle fut également hospitalisée à Marseille.
Dans l'entre-deux-guerres, on ne parle pas des héros serbes de la Grande Guerre. Le but est de ne pas donner l'impression de favoriser une hégémonie serbe par rapport aux Croates et Slovènes dans le nouveau royaume de Yougoslavie. N'étant jamais allée à l'école, elle travaille comme femme de ménage dans des banques, au ministère des Affaires étrangères du royaume de Yougoslavie ainsi que dans les bars de Belgrade, et cumule toujours quelques emplois supplémentaires. Elle donne naissance à une fille et, après avoir divorcé, en adopte trois autres dont une mentalement handicapée. Elle a également aidé trente enfants à se scolariser, la plupart originaires de son village.
Selon des archives, lors de la Seconde Guerre mondiale, elle aida les membres du mouvement antifasciste en les dissimulant dans sa maison à Belgrade et en leur fournissant des médicaments. Elle avait alors entre 50 et 60 ans. Certains médias serbes affirment qu'elle fut retenue dans un camp de concentration nazi à Belgrade, mais aucune preuve n'en a été trouvée.
À sa mort, elle est enterrée dans un caveau familial, sans aucun symbole de l'État. Ce n'est qu'après l'exposition qui lui est consacrée et la première du documentaire Milunka Savić - héroïne de la Grande guerre par Sladana Zarić (2013) que ses restes sont transférés dans l'allée des Grands au cimetière de Belgrade.

## Distinctions
- Ordre de l'Étoile de Karageorge avec épées (la plus haute distinction pour un sous-officier de l'armée serbe)
- Chevalier de la Légion d'honneur
- Croix de guerre 1914-1918 (c'est la seule femme à recevoir cette distinction)
- Officier de la Légion d'honneur
- Médaille de la Bravoure Miloš Obilić
- Deux médailles commémoratives de la Grande Guerre.

### Autres femmes soldats serbes
- Sofija Jovanović (en), Belgradoise, soldat des guerres balkaniques surnommée "Jeanne d'Arc serbe" plusieurs fois décorée, elle a également participé à la Première Guerre mondiale
- Jelena Saulić, institutrice, soldat lors de la Grande Guerre
- Ljubica Cakarević, institutrice, soldat lors de la Grande Guerre.

### Femmes étrangères ayant combattu dans l'armée serbe
- Antonija Javornik, slovène ayant combattu dans l'armée serbe. Elle prend part à toutes les batailles menées en 1914 et 1915 et sort de la guerre sous le nom de Natalija Bjelajac
- Flora Sandes, anglaise arrivée en Serbie en 1914 comme infirmière et qui rejoint plus tard le régiment de Milunka Savić après avoir tenté, sans succès, d'intégrer les armées anglaise, belge et française.

### Autres femmes soldat de la Grande Guerre
- Ecaterina Teodoroiu, soldate roumaine morte lors de la bataille de Mărășești
- Maria Bochkareva, soldate russe qui forma un bataillon de femmes

### Hommages
- En 2022, le groupe de power métal suédois Sabaton sort une chanson en son hommage, Lady Of The Dark, dans son album The War To End All Wars[3].